# Imigração portuguesa no Uruguai
Luso-uruguaio ou português uruguaio é um uruguaio que possui ascendência portuguesa ou um português que reside no Uruguai.
Segundo dados dos censos do Uruguai, contaram-se 367 pessoas naturais de Portugal a residir no Uruguai.

## Alguns membros da comunidade
já falecidos
- Enrique Almada (1934-1990), humorista e ator
- Enrique Amorim (1900–1960), escritor
- Fernando O. Assunção (1931–2006), etnólogo
- Wilson Ferreira Aldunate (1919–1988), político
- Manuel Flores Mora (1923–1984), político e jornalista
- Eudoro Melo (1889–1975), poeta
- Alceu Ribeiro (1919-2013), pintor
- Aparicio Saravia (1856–1904), político
- Villanueva Saravia (1964–1998), autarca de Cerro Largo
- Olhinto María Simoes (1901–1966), poeta e jornalista
- Amílcar Vasconcellos (1915–1999), advogado e político
- Carlos Vaz Ferreira (1872–1958), filósofo
- María Eugenia Vaz Ferreira (1875–1924), poeta

presente
- José Amorín (n. 1954 em Montevideu), político
- Adrián Caetano (n. 1969 em Montevideu), cineasta
- Maika Ceres (n. 1986 em Montevideu), soprano
- Mónica Farro (n. 1976 em Montevideu), vedeta
- Beatriz Flores Silva (born 1956 em Montevideu), cineasta
- Manuel Flores Silva (born 1950 em Montevideu), político e jornalista
- José Luis Pintos Saldanha (n. 1964 em Artigas), futebolista
- Sebastián Abreu (n. 1976 em Minas), futebolista
- Mario Regueiro (n. 1978 em Montevideu), futebolista
- Diana Saravia Olmos, notário e político
- Fernando Vilar (born 1954 in Portugal), newsanchor e jornalista